# Hàng không năm 1978
Đây là danh sách các sự kiện hàng không nổi bật xảy ra trong năm 1978:

## Chuyến bay đầu tiên

### Tháng 1
- 11 tháng 1 - American Jet Industries Hustler N400AJ

### Tháng 2
- 14 tháng 2 - Cessna 303

### Tháng 3
- 10 tháng 3 - Dassault Mirage 2000 2000-01

### Tháng 4
- 10 tháng 4 - Sikorsky S-72 NASA545 (2nd aircraft)

### Tháng 6
- 30 tháng 6 - Rutan Defiant

### Tháng 7
- 6 tháng 7 - NASA QSRA NASA715

### Tháng 8
- 12 tháng 8 - Pilatus PC-7 HB-HAO
- 20 tháng 8 - Aerospatiale Fouga 90 F-WZJB
- 20 tháng 8 - British Aerospace Sea Harrier XZ450

### Tháng 9
- 13 tháng 9 - Aérospatiale Super Puma F-WZJA

### Tháng 11
- 8 tháng 11 - Canadair CL-600 Challenger C-GCGR-X
- 9 tháng 11 - AV-8B Harrier II
- 18 tháng 11 - McDonnell Douglas YF-18A Hornet 160775

### Tháng 12
- 19 tháng 12 - Beriev A-50
- 30 tháng 12 - General Avia Canguro I-KANG

## Bắt đầu hoạt động
Tháng 1
- 26 tháng 1 - Westland Lynx trong Phi đội số 702 FAA

Tháng 4
- HU-25 Guardian trong Tuần duyên Hoa Kỳ

Tháng 6
- 28 tháng 6 - Dassault Super Étendard trong Aéronavale

Tháng 8
- 20 tháng 8 - BAe Sea Harrier